# Kunheim
Kunheim (Duits: Künheim) is een gemeente in het Franse departement Haut-Rhin in de regio Grand Est en telde op 1 januari 2022 1.857 inwoners.

## Geschiedenis
Kunheim maakte deel uit van het arrondissement Colmar tot dit op op 1 januari 2015 fuseerde met het arrondissement Ribeauvillé tot het arrondissement Colmar-Ribeauvillé. De gemeente maakte deel uit van het kanton Andolsheim tot dit op 22 maart 2015 werd opgeheven en Kunheim werd opgenomen in het kanton Ensisheim.

## Geografie
De oppervlakte van Kunheim bedroeg op 1 januari 2022 11,75 vierkante kilometer; de bevolkingsdichtheid was toen 158 inwoners per km².

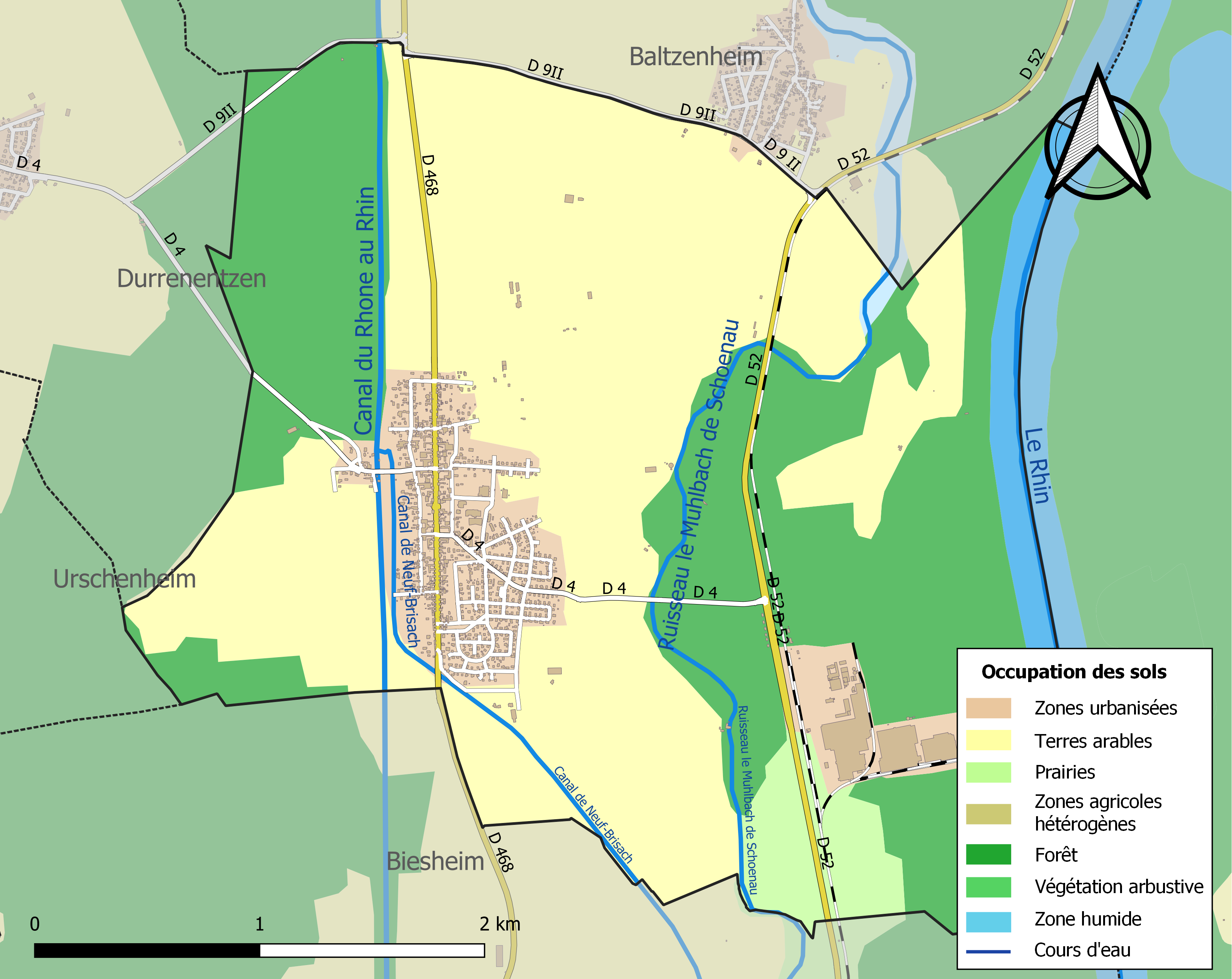
Kaart van de gemeente met de belangrijkste infrastructuur, bodemgebruik en omliggende gemeenten

## Demografie
Onderstaande figuur toont het verloop van het inwonertal (bron: INSEE-tellingen).